# 非常任務 (電影)
《捍衛機密》（英語：Johnny Mnemonic）是一部1995年上映的科幻片，勞勃·隆戈在本片首度擔任導演，劇本由威廉·吉布森根據自己的同名中篇小說改編而成，基努·里维斯領銜主演。本片設定在2021年的未來世界，「記憶使者」們捨棄自身記憶，用大腦裝載電腦檔案並幫客戶運送。里维斯飾演急需金錢的記憶使者強尼，他接下案子後所持有的檔案引來眾人覬覦和爭奪。
隆戈原是藝術家，他在1980年代往電影界發展，1989年開始為本片撰寫劇本，計畫拍一部耗資200萬美元以下的黑白藝術片。該企劃在华纳兄弟旗下陷入停滯，後由卡洛科影業買下。1993年，電影進入前期製作階段，李維等演員加入劇組。電影於1994年在加拿大多伦多和蒙特利尔拍攝，資金挹注導致預算增加到2000萬美元以上，為歷來加拿大出品電影中預算最高的一部。在拍攝和剪輯期間，隆戈與吉布森的創意願景遭到片商施壓和修改，兩人稱片商欲將本片從古怪的另類作品改造成迎合主流大眾的暑期大片。
1990年代網際網路方興未艾，片商使用網際網路和多種媒體作為營銷手段。然而電影上映後既不叫好也不叫座，爛番茄彙整出的影評平均分不到二成，美國國內票房也未及2000萬美元。本片的劇情和演員演技備受詬病，李維還入圍了金酸莓獎最差男主角。本片在1990年代被視為失敗作，但隨著時代推進，一些評論家對本片有較為正面的看法，甚至視之為邪典作品。隆戈也藉著25週年的機會，在2021年推出本片的黑白版本。

## 劇情
本片設定在想像中的2021年，科技大幅進步，社會被公會（Corporation）掌控，來頭和解方不明的致命傳染病NAS感染大半人類。陋器幫（Lo-Teks）反抗工會，在街頭策動抵抗行動，公會則雇用日本幫（Yakuza）來應對。
強尼是一名「記憶使者」（Mnemonic Courier），腦中安裝有濕件植入物並捨棄自身記憶，工作內容是讓客戶輸入資訊到腦中儲存起來，再到目的地取出資訊。為保護使者和客戶的安全，使者本人並不會知道資訊的內容。強尼渴望取回原本記憶，但錢還不夠用，於是接了一份經紀人洛飛給的大案子，至北京市的一家飯店見日本人客戶。對方的身分是科學家，要將資訊送至紐華克。資訊有320GB，強尼的記憶容量只有一半，但他仍隱瞞並強行安裝。
由信二（Shinji）帶領的日本幫殺手襲擊強尼等人，客戶遭到毒手，強尼易容逃脫。日本幫是受到某大公司的首腦高橋所雇，高橋的獨生女不久前罹患NAS而死，他讓信二繼續追查帶有法瑪製藥廠資訊的強尼。由於記憶超載，強尼必須在三天內輸出資訊，否則將身亡且檔案毀損。取出資訊時需要安裝時隨機從電視螢幕拍下的三張圖片，由於日本幫突襲，傳到運送對象手中的只有圖片的殘片，強尼當下則取到了第一張。強尼安全逃到紐華克，卻遭到許多人追捕，他們打算直接摘下強尼的腦袋來取走資訊，洛飛也是其中之一。與洛飛有瓜葛的女保鑣珍願意救出強尼，強尼便順勢雇用她，兩人在陋器幫的幫助下一同逃走。
三天大限將至，強尼的頭痛不時發作，迫切需要取出資訊。他藉由電腦得知資訊來自藥廠，並見到了一張女人的臉對他說話。珍的NAS症狀在不久後發作，兩人只好一起去醫生「蜘蛛」的診所。蜘蛛使珍的狀況穩定，並帶著強尼至對抗NAS的秘密醫院檢查頭部。蜘蛛發現強尼腦內的資訊是法瑪製藥廠為NAS開發的完美解藥，希望強尼同意用手術強行取出以造福眾人，但強尼以自身為重而拒絕。高橋雇用的殺手「街頭牧師」突襲醫院，蜘蛛為爭取時間而死。強尼轉而請求法瑪製藥廠提供協助，並指定在陋器幫地盤的附近碰面，但對方其實是由高橋假扮。高橋也在螢幕上見到一名女人的人工智慧影像，並查出此為製藥廠已故創辦人安娜的意識。
蜘蛛死前要兩人去找瓊斯，兩人前往陋器幫的總部，才發現瓊斯是海軍改造過的海豚。強尼實在走投無路，讓瓊斯幫助他取出檔案。第一張圖片處理完畢，然而日本幫的人馬抵達並展開攻擊，使得過程被中斷。高橋親自前往現場欲將強尼斬首，但安娜的投影再度出現，向高橋揭露NAS解藥的真相——法瑪為了牟利而藏匿解藥，間接導致高橋之女病死。信二突然出手背叛，將高橋射傷，強尼與信二扭打，最後讓信二墜落摔死，高橋將殘片中的第二張圖片交給強尼後傷重而死。隨後街頭牧師來到陋器幫總部，打傷珍並即將殺死強尼，但兩人用計解決掉了牧師。危機解除後，強尼賭上總部最後的能源進行資訊輸出，藉由入侵程式取得第三張照片——安娜出現在螢幕上的照片。街棒將解藥資訊同步轉播給全球，將改變整個世界。輸出結束後，強尼累壞了但性命無恙，與珍緊緊相擁。

## 演員
- 基努·里维斯飾演強尼（Johnny）：身穿西裝，捨棄過往回憶的記憶使者。
- 迪娜·迈耶飾演珍（Jane）：女保鑣，患有NAS，身上有強化植入物。
- Ice-T飾演街棒（J-Bone）：陋器幫的首領，與珍熟識。
- 北野武飾演高橋（Takahashi）：某大公司的首腦，獨生愛女因NAS去世。
- 丹尼斯·秋山（英语：Denis Akiyama）飾演信二（Shinji）：高橋的下屬，覬覦其位子。
- 道夫·龙格尔飾演卡爾（Karl）：人稱「街頭牧師」（The Street Preacher），收錢辦事的殺手，體內經過改造。
- 亨利·羅林斯飾演蜘蛛（Spider）：密醫。
- 芭芭拉·蘇科瓦（英语：Barbara Sukowa）飾演安娜·柯曼（Anna Kalmann）：法瑪製藥廠（Pharmakom）的創辦人，死前將意識放入電腦世界中。
- 乌多·基尔飾演洛飛（Ralfi）：強尼的經紀人。
- 崔西·推德（英语：Shannon Tweed）飾演比蒂（Pretty）：洛飛的女保鑣。
- 法爾科納·亞伯拉罕（Falconer Abraham）飾演約瑪（Yomamma）：洛飛的女保鑣。
- 唐·法蘭克斯（英语：Don Francks）飾演鉤子（Hooky）：與珍有交情的酒保。

## 製作

### 背景與發展

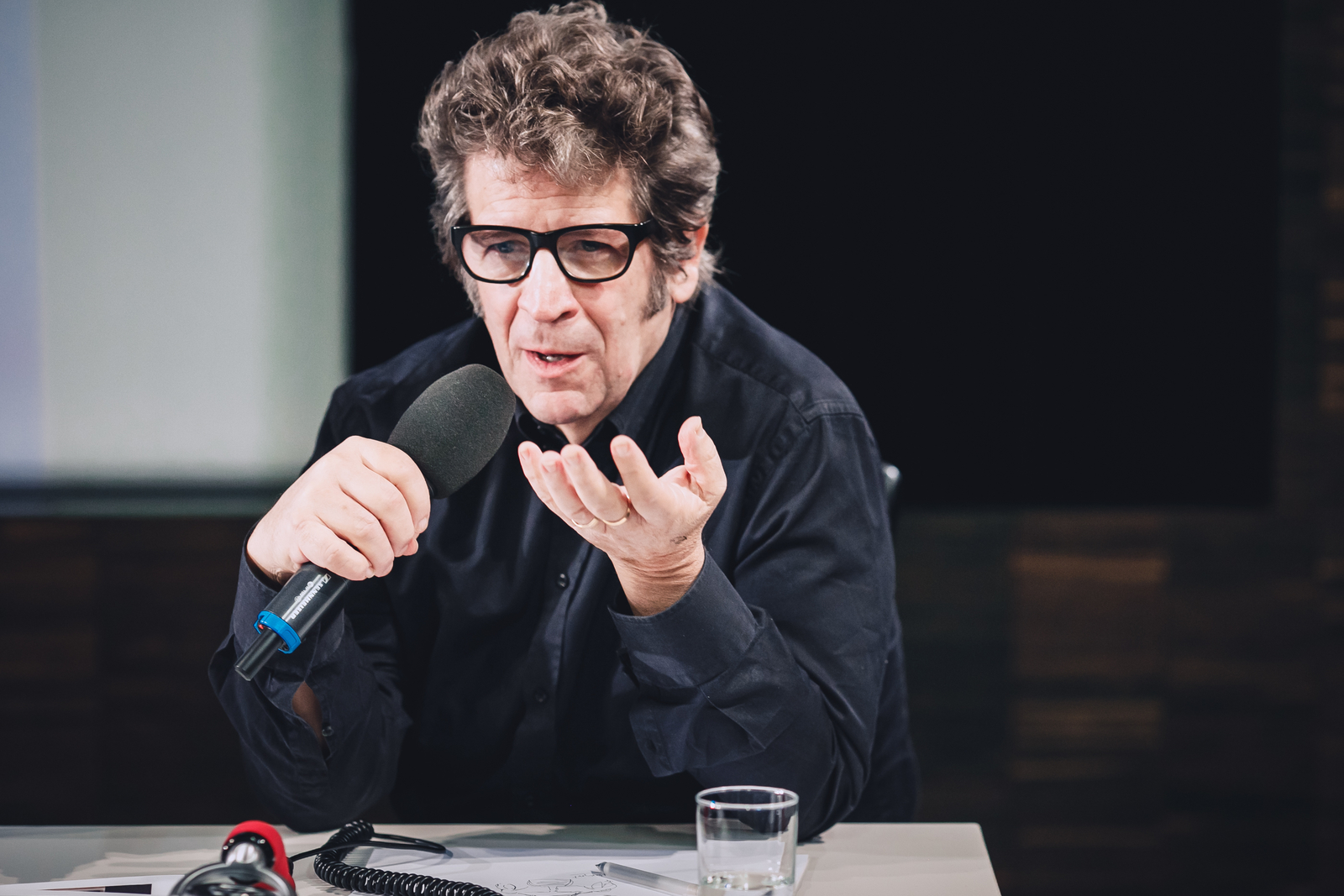
導演勞勃·隆戈原是視覺藝術家，《捍衛機密》是他的導演處女作

導演勞勃·隆戈原本是事業有成的藝術家，其作品包含「城市裡的人們」（Men in the Cities）系列等，大多受到電影的影響。1980年代開始，隆戈企圖跨足電影界，厄勒克特拉唱片的鮑勃·克拉斯諾邀請他製作短片《Arena Brains》，該片於1987年在影展上大獲好評。克拉斯諾相當滿意，願意出資150萬美元讓隆戈拍第一部電影。1989年，隆戈與搭檔維多利亞·漢堡（Victoria Hamburg）提筆撰寫威廉·吉布森中篇小說《捍衛機密》的改編劇本，吉布森也有參與。原著小說是吉布森的第二篇小說，寫於1980年。吉布森的代表作《神经漫游者》之後於1984年出版，使網路空間的概念蔚為風潮。到了1990年代，互联网的興起也使這方面的作品得到片商關注。
1989年9月，報導稱隆戈與厄勒克特拉唱片簽約，將擔任《捍衛機密》的導演，該片也將是他的導演處女作。隆戈與吉布森的構想是拍一部耗資約200萬美元以下的黑白藝術片，隆戈稱該構想為「現代版的《阿爾發城》（1965年）」。《捍衛機密》於華納兄弟旗下製作，但1990年時，就在前期製作開始之前一個月，華納兄弟被时代公司收購，導致企劃進程停頓。克拉斯諾協助安排合約事宜，讓隆戈可以帶著企劃至其他電影公司製作，但隆戈已萌生退意。之後，隆戈的朋友喬·西佛得知《捍衛機密》的電影企劃，願意擔任執行製作人，讓企劃又有實現的機會。卡洛科影業將劇本買下，並聘請原著作者吉布森來改寫。卡洛科影業在為《捍衛機密》亮起綠燈前，先觀望隆戈執導的其中一集《魔界奇譚》表現如何。該集題為〈這會殺死你〉（This'll Kill Ya），於1992年6月27日首播。片商最後對結果感到滿意。
然而卡洛科影業資金吃緊，企劃陷入开发地狱，時任總裁彼得·霍夫曼（Peter Hoffman）也遇不到願意出資的好萊塢片商，最後是加拿大製片公司同盟通訊出面幫助霍夫曼製作及資助。瑞典執行製片人斯塔凡·阿倫柏格是隆戈作品的愛好者，他也在隆戈找不到資金時協助推動企劃。為了能在好萊塢體系外製作並賺夠票房，該片也需仰賴美國以外的觀眾，最終該片共有19個來自國外的贊助者。1993年6月，隆戈與吉布森為劇本進行最後修訂，準備開始前期製作。本片的預算已水漲船高，據吉布森的說法，他們原本的構想不用花費200萬美元，但片商看到這麼低的預算便不當一回事、興趣缺缺，兩人便把預算提高至鉅片的等級（上千萬美元），這才吸引到關注。

### 前期製作
1993年11月30日，根據《綜藝雜誌》報導，道夫·龙格尔和Ice-T確認參演，電影預計於1994年1月31日開拍。飾演強尼的男主角當時還未確定，《娱乐周刊》稱方·基默原本是強尼的演員，但他在拍攝開始前退出。克里斯多弗·藍伯特是領先人選，名單上其他人還有強尼·戴普、雷·利奥塔、基夫·修打蘭和基努·里维斯。1993年12月23日，《綜藝雜誌》報導，藍伯特確認回歸演出《魔幻奇兵》，所以無望參演《捍衛機密》，李維已離簽下片約不遠。最後製片人用200萬美元聘請李維。電影包含多國演員陣容，如日本人北野武、德國人乌多·基尔和瑞典人龙格尔，此為受到各國贊助商的影響。本片的製片人唐·卡莫迪稱北野武是專為日本市場所選的，出於日本發行商的要求，日本上映的版本中北野武還多了8分鐘的戲份。
李維在拍完《生死时速》後讀了寄來的《捍衛機密》劇本，並決定參與。隆戈形容強尼是「降級版的007」，其造型和裝扮與隆戈作品「城市裡的人們」中的人物相仿。隆戈要求李維看一些電影，以及马列维奇的作品和極端的日本動畫。李維認為觀看隆戈的作品對他理解本片最有助益。原著中登場的女角色是莫莉（也在《神经漫游者》等其他小說登場）而不是珍，吉布森稱他不想讓莫莉成為《捍衛機密》或其衍生系列的一部分。龙格尔飾演反派「街頭牧師」，龙格尔與隆戈對該角色做了徹頭徹尾的修改，將他的形象從「重金屬車手」改成耶穌基督一般。兩人想藉由這個角色來演繹出大家從小耳熟能詳的基督和聖經意象，並融入一些阿尔布雷希特·丢勒和卡拉瓦乔的感覺以增加角色層次。不過隆戈在2016年回顧時表示，龙格尔的加入完全是出於片商為了吸引觀眾的考量，龙格尔來的時候他只想罵髒話，不知如何應付。飾演蜘蛛的亨利·羅林斯對賽博龐克毫無興趣，但因喜歡本片情節和隆戈的藝術作品而參演。
主演李維和編劇吉布森都來自加拿大，讓製片人可以爭取在加拿大拍片的避稅政策（Tax shelter），適用避稅使企劃更能吸引贊助商，對象包含美國的三星影业（屬索尼影視娛樂旗下）。索尼為本片出資1000萬至1200萬美元。根據《洛杉磯時報》報導，本片的製片預算達到2340萬美元，是當時耗資最鉅的加拿大電影。《国家邮报》在1994年報導，該片在映前便已經「有盈利」（profitable），因為代理發行權已賣給世界各地的片商。且由於主導製作的同盟通訊與索尼是以合資方式製作，兩者承擔的財務風險都較小。

### 拍攝與剪輯
電影於1994年2月16日開拍，在加拿大多伦多和蒙特利尔拍攝，同盟通訊與三星影业合力製作。劇組拍攝的第一場戲是用上400名臨時演員的夜戲，只有一個晚上的時間。本片主要在多倫多的一個片場拍攝，該片場是一個巨大的老舊工廠，有三百個人在寒冷的季節裡工作。本片至4月時仍在拍攝，7月時已殺青。為了拍片，隆戈一家搬家至多倫多。隆戈在製作期間與女演員芭芭拉·蘇科瓦（亦有出演本片）結婚，第一個小孩在開拍前三週出生，但拍攝期間導演不能請假，讓隆戈感到煎熬。
隆戈面臨的挑戰是呈現具有賽博龐克氛圍的場景，但又不同於該類型的代表性作品《銀翼殺手》（1982年）。原著小說是吉布森的早期作品，隆戈稱吉布森的眼光已有所改變，所以便擅自做了一些修改，例如將一處後工業酒吧改為老歌劇廳。隆戈稱本片感覺起來像费德里柯·费里尼導演風格的《銀翼殺手》。吉布森幾乎全程都在片場，他認為隆戈呈現的近未來樣貌前所未見，有著奇怪的感覺，不過比他想像中還要適合。
1994年9月，本片處於後期製作階段，剪輯工作在洛杉磯進行。Sony Pictures Imageworks以電腦動畫呈現片中的21世紀網路世界。隆戈稱他們不打算打造未來世界的形象，科幻對他來說反而是批判現實的工具。對於片中的科技，隆戈表示他們以不那麼在意的方式建構之，並不求酷炫新奇，呈現手法和特效沒有經過太多思量，但都精確仔細。Fantasy II Film Effects也參與製作本片的視覺效果，C.O.R.E.負責製作檔案上傳的橋段。片中使用了日本動畫《魔界都市〈新宿〉》的片段。

### 製作分歧
根據隆戈在電影上映後的說法，片商在拍攝期間至後期製作期間對電影內容做了很大的干預。隆戈對於出資者的修改感到沮喪且備受折磨，並稱最終成品只達成他理想的六成左右，他和吉布森還因這部片而患有創傷後壓力症。最一開始，隆戈和吉布森沒有打算將本片拍成主流電影，但李維主演的《生死时速》在1994年成為賣座片，索尼因而指望《捍衛機密》擔任明年夏季動作大片。隆戈稱，索尼原本安排的1995年夏季大片《心魔驚魂》映前狀況慘不忍睹，於是將《心魔驚魂》與原定在1995年2月上映的《捍衛機密》調換檔期。
拍攝期間，索尼以夏季大片的標準向《捍衛機密》劇組抱怨動作場面不認真和畫面太暗，使隆戈備受壓力，迫使他必須用打游擊戰的方式來拍到想要的鏡頭。隆戈也與索尼在劇本上產生分歧，在劇本未定的情況下，隆戈和李維在拍片時幾乎無所適從。另一方面，為了在加拿大合規拍攝，劇組要有一定數量的加拿大人，結果攝影指導迈克尔·查普曼被迫換成法蘭索瓦·普塔，隆戈覺得後者完全比不上前者。到了剪輯階段，隆戈稱原本的剪輯師羅納德·桑德斯了解該片，卻被撤換成不懂的人，與那些「愚蠢至極」（incredibly stupid）的人打交道令他感到煎熬。吉布森也在訪談中表示，美國發行商在上映前最後一個月重新剪輯該片，使之「從一部非常有趣古怪、非常另類的作品，變成切得七零八落、更主流的玩意」。

### 配樂
最初隆戈是請電子樂團黑雨來操刀，該樂團之前也幫吉布森小說《神经漫游者》的有聲書錄過配樂，在為《捍衛機密》寫曲時，由於電影還沒拍攝，他們根據原著小說的文字來創作。索尼加入企劃後，黑雨便被索尼的人選給取代，而未被採用的曲目收錄在樂團的專輯《1.0》中。最後布萊德·費德爾負責譜寫本片的配樂。電影原聲帶於1995年5月23日推出，收錄電影中出現的多首歌曲。哥伦比亚唱片發行卡帶版，索尼音樂發行CD版。
| 原聲帶曲目列表 | 原聲帶曲目列表                                        | 原聲帶曲目列表                                                                     | 原聲帶曲目列表  | 原聲帶曲目列表 |
| 曲序           | 曲目                                                  | 词曲                                                                               | 演出者          | 时长           |
| -------------- | ----------------------------------------------------- | ---------------------------------------------------------------------------------- | --------------- | -------------- |
| 1.             | Lost                                                  | 克里斯多福·霍爾 / 大衛·蘇科特（David Suycott） / 斯圖爾特·澤奇曼（Stuart Zechman） | 刺向西方樂團    | 3:21           |
| 2.             | 3 A.M. Incident                                       | 菲利普·普萊洛（Philip Puleo）                                                      | 警察互射樂團    | 3:52           |
| 3.             | Complete                                              | 亨利·波格丹 / 佩吉·漢密爾頓 / 約翰·史坦尼爾                                        | 頭盔樂團        | 3:00           |
| 4.             | Sad But True                                          | 保羅·哈特諾 / 菲爾·哈特諾（Phil Hartnoll）                                         | 環狀樂團        | 7:48           |
| 5.             | Virus                                                 | 恩·艾希 / 萨沙·科尼茨科 / 屈特·舒尔茨                                              | KMFDM           | 5:07           |
| 6.             | I See Through                                         | 西姆·凱恩（Sim Cain） / 克里斯·哈斯凱特 / 亨利·羅林斯                              | 羅林斯樂團      | 4:52           |
| 7.             | No More Love                                          | 大衛·賴利 / 傑夫·特爾佐                                                            | 上帝在水下樂團  | 4:15           |
| 8.             | Alex Descends into Hell for a Bottle of Milk/Korova 1 | 博诺 / The Edge                                                                    | 博诺 / The Edge | 3:36           |
| 9.             | Nothing                                               | 克里斯多福·霍爾 / 斯圖爾特·澤奇曼                                                  | 刺向西方樂團    | 3:57           |
| 10.            | Send It Out                                           | 布萊德·費德爾                                                                      | 布萊德·費德爾   | 5:17           |
| 总时长：       | 总时长：                                              | 总时长：                                                                           | 总时长：        | 45:05          |

## 上映
《捍衛機密》於1995年5月26日在美國院線上映，日本搶先全球在1995年4月上映本片。美國電影協會（MPA）將本片分為R級，原因是本片含有強烈的科幻暴力和不當言語，未滿17歲須由家長陪同觀賞。
2021年，為了紀念電影上映25週年，隆戈決定推出本片的黑白電影版本。黑白電影本來就是他與吉布森最初的願景，他也指出黑白與彩色有截然不同的感覺，黑白使某些視覺元素變得鮮明，畫面也更簡潔有力。收錄該版本的藍光光碟於2022年8月22日在美國發行。

### 宣傳
1994年5月，本片在坎城影展上以4分鐘片段斬獲聲望，片商也於酒店放上宣傳看板。索尼對於宣傳《捍衛機密》這種類型的電影仍有些陌生，不過全球營銷部門總裁希德·甘尼斯指出，正在興起的互联网是時下最大的話題。索尼嘗試運用互联网來為本片造勢，當時新成立的哥倫比亞三星互動為本片架設官網。索尼在官網舉辦獎金達2萬美元的尋寶遊戲，並開放透過官網訂購周邊商品的管道。原著小說的衍生CD-ROM遊戲《捍衛機密》在本片上映同日推出。以本片為主題的彈珠台「捍衛機密」在1995年8月出貨，一共生產2,756台
。本片的電影小說由泰瑞·畢森執筆，改編自原著小說和電影劇本，於1995年5月由西蒙與舒斯特在美國出版，傑克·諾斯沃迪朗誦有聲書。
小說書目
| 書名 | 出版社               | 出版日期 | 叢書 | 規格 | 頁數  | ISBN                | 備註   |
| ---- | -------------------- | -------- | ---- | ---- | ----- | ------------------- | ------ |
|      | 西蒙與舒斯特（美國） | 1995年   |      |      | 256頁 | ISBN 978-0671523008 | [ 51 ] |

中譯本
| 書名 | 出版社           | 出版日期  | 叢書         | 規格   | 頁數  | ISBN               | 備註       |
| ---- | ---------------- | --------- | ------------ | ------ | ----- | ------------------ | ---------- |
|      | 皇冠文化（臺灣） | 1995年7月 | 熱門映象(29) | 平裝書 | 286頁 | ISBN 957-33-1238-7 | 譯者：而彥 |

### 票房
在北美，本片於亡兵紀念日的連假檔期上映，同期新片有《勇敢的心》、《狂戀歲月》和《幽冥時代》。本片在2,030家劇院開畫，首週末四天（星期五至星期一）進帳742萬美元，排名第六。《洛杉磯時報》指出本片較難在院線長期持續，不過在假期上映增添了優勢。次週末，本片再添324萬美元的票房，排名第七。根據Box Office Mojo，本片的美國票房總計為19,075,720美元。《綜藝雜誌》認為本片的國內票房令人失望。
海外方面，本片於1995年4月在日本搶先全球上映，首週末三天透過九個主要城市的14家劇院收穫7360萬日圓（約等於897,600美元），表現亮眼。次週日本進入黃金周，本片的票房至週末結束後已累積180萬美元。在臺灣，本片的臺北市票房超過3613萬新台幣，並且是當時臺灣票房最高的三星影業出品電影，至1997年時被《黑超特警組》超越。

## 評價

### 影評
《捍衛機密》收穫的影評以負面為主。根据評論匯總网站爛番茄汇总的38篇评论文章，18%的评论家给予该作正面评价，平均打分为4.10分（满分10分）。该网站总结的评论家共识是“《捍衛機密》在說故事和選角上的失誤一樣嚴重，將1990年代賽博龐克驚悚片帶到了驚人的新……呃，新低點。”至於在Metacritic網站上，本片得到「負面評論為主」的綜合評分，獲得了36/100分（25位影評人）。據美國影院評分所進行的調查，觀眾的平均評價於A+至F間落於「C+」。

### 獎項
註：按頒獎日期先後排序
| 獎名           | 頒獎日期      | 獎項                                                       | 入圍者                                | 結果 | 來源          |
| -------------- | ------------- | ---------------------------------------------------------- | ------------------------------------- | ---- | ------------- |
| 史汀克斯爛片獎 | 1996年        | 搞不懂他們到底在想什麼（What Were They Thinking and Why?） | 《捍衛機密》                          | 獲獎 | [ 61 ]        |
| 吉尼獎         | 1996年1月14日 | 特別獎：金膠捲獎                                           | 《捍衛機密》（加拿大票房：320萬美元） | 獲獎 | [ 63 ]        |
| 金酸莓獎       | 1996年3月24日 | 最差男主角                                                 | 基努·李維                             | 提名 | [ 64 ] [ 65 ] |

### 餘波與影響
由於本片在影評和票房方面雙雙失利，導演隆戈的職業生涯一度受到打擊，也沒有再擔任任何一部電影的導演。雖然本片在1990年代被視為失敗之作，到了21世紀，一些評論家重新審視該片，給出較為正面的評價，也有媒體稱本片為邪典作品。《捍衛機密》也對一些該類型的作品產生影響。沃卓斯基姐妹以本片作為範例向投資者介紹《黑客帝国》（1999年），2011年遊戲《駭客入侵：人類革命》也受到本片影響。

## 家用媒體與串流
| 家用媒體      | 家用媒體             | 家用媒體             | 家用媒體                                            | 家用媒體             |
| 地區          | 日期                 | 形式                 | 發行商                                              | 來源                 |
| ------------- | -------------------- | -------------------- | --------------------------------------------------- | -------------------- |
| 美國          | 1995年底             | VHS                  | 哥倫比亞三星家用影音（Columbia TriStar Home Video） | [ 73 ] [ 74 ]        |
| 美國          | 1997年               | DVD（1區）           | 索尼影業家庭娛樂                                    | [ 75 ]               |
| 美國          | 2001年               | DVD（Superbit）      | 索尼影業家庭娛樂                                    | [ 76 ] [ 77 ]        |
| 台灣          | 未知                 | VCD                  | 得利影視股份有限公司                                | [ 78 ]               |
| 中國大陸      | 2002年               | DVD                  | 中影音像出版社                                      | [ 79 ]               |
| 香港          | 未知                 | DVD（3區）           | 洲立影視                                            | [ 80 ]               |
| VOD與串流媒體 |                      |                      |                                                     |                      |
| 多國          | - Amazon Prime Video | - Amazon Prime Video | - Amazon Prime Video                                | - Amazon Prime Video |

## 備註
1. ↑  補充：
  - 執行製作人：斯塔凡·阿倫柏格（英语：Staffan Ahrenberg）、B.J.拉克（B.J. Rack）、維多利亞·漢堡（Victoria Hamburg）與勞勃·蘭托斯（Robert Rantos）[1]
2. ↑  其他資料也提供了不同的數據：2500萬[8]、2600萬[9][10]、2700萬[11]、2800萬[12]、3000萬[13][14]。
3. ↑  「神經衰弱症候群」（Nerve Attenuation Syndrome）的縮寫，又稱「黑死病」（the black shakes）。
4. ↑  台灣版VCD譯作「防潮晶體」。
5. ↑  原文：
6. ↑  卡帶版和CD版曲目相同，但時長有秒數上的差異，此處以CD版為準。
7. ↑  原文：
8. ↑  頒發給該年度加拿大票房最高的加拿大出品電影。

### 引用作品
書籍
- 中華民國電影年鑑編輯委員會 (编).  (pdf). 臺灣: 國家電影資料館. 1996  [2023-06-30]. ISBN 957-99048-2-0. （原始内容存档 (PDF)于2023-01-14） –國家電影資料館 （中文（臺灣））.
- Rossignoli, Marco. . Schiffer Publishing, Ltd.; 3rd edition. 2011. ISBN 978-0764337857 （英语）.
- Shalhoub, Michael. . Schiffer; 2nd Edition Revised and Expanded with Updated Price Guide (February 23, 2012). 2012. ISBN 978-0764341076 （英语）.
- Smith, Patrick A. (编). . University Press of Mississippi（英语：University Press of Mississippi）. 2014  [2023-06-14]. ISBN 978-1-62846-016-2. （原始内容存档于2023-05-29） –Google Books.

### 額外資料
- Rhea, Marji. . American Cinematographer（英语：American Cinematographer）. September 1995, 76 (9): 14, 16, 18, 20 （英语）.ProQuest 2598173915

## 外部連結
- 官方网站
- AllMovie上《非常任務》的资料（英文）
- 美国电影学会目录上的《非常任務》（英文）
- Box Office Mojo上《非常任務》的資料（英文）
- 互联网电影数据库（IMDb）上《非常任務》的资料（英文）
- 爛番茄上《非常任務》的資料（英文）
- Metacritic上《非常任務》的資料（英文）